# Associazione Calcio Cesena 1990-1991
Questa voce raccoglie le informazioni riguardanti l'Associazione Calcio Cesena nelle competizioni ufficiali della stagione 1990-1991.

## Stagione
Nella stagione 1990-1991 a Cesena viene riconfermato in panchina Marcello Lippi, che rimane rinunciando ad un'offerta più vantaggiosa dell'Atalanta, mentre in campo Sebastiano Rossi e Massimo Agostini, partiti destinazione Milan, vengono rimpiazzati rispettivamente dall'esordiente Alberto Fontana e da Massimo Ciocci. Vengono anche ceduti Hans Holmqvist e Vladislav Đukić: i loro posti di stranieri sono riempiti dalla coppia brasiliana Silas e Amarildo.
Il campionato inizia con due sconfitte consecutive contro le big Sampdoria e Milan, inoltre i bianconeri subiscono una precoce eliminazione dalla Coppa Italia per mano della Cremonese, che milita in Serie B. Poco dopo arrivano alcuni risultati incoraggianti, un buon pareggio contro la Juventus, che è seguito altri risultati favorevoli, tra cui la vittoria esterna (0-1) (che sarà poi l'unica della stagione) nel derby col Bologna.
Le cose ricominciano presto a mettersi male, la squadra chiude infatti il girone di andata all'ultimo posto con 9 punti, e il tecnico Marcello Lippi viene esonerato. La situazione non migliora neanche nel girone di ritorno con i cambi di allenatore: i bianconeri fanno i primi punti battendo (3-0) il Cagliari, ai primi di marzo viene ribattuto il Bologna (3-2), poi si batte (3-1) il Lecce ma è questa l'ultima scintilla, nel seguito del torneo non si vince più e si va a chiudere il campionato al penultimo posto, davanti solo al Bologna con 18 punti, raccogliendo in tutto 19 punti, che sono il frutto di 5 vittorie e 9 pareggi. Ad ogni modo, stagione negativa culminata con la retrocessione per i bianconeri, ma da incorniciare per Massimo Ciocci: l'attaccante bianconero segna infatti ben 14 gol, la metà del bottino totale, e si rivela uno dei più prolifici del campionato.

## Divise e sponsor
Lo sponsor tecnico per la stagione 1990-1991 è Adidas, mentre lo sponsor ufficiale è Amadori.

## Rosa
| N. |                       | Ruolo | Calciatore               |
| -- | --------------------- | ----- | ------------------------ |
|    | Italia (bandiera)     | P     | Francesco Antonioli      |
|    | Italia (bandiera)     | P     | Saul Santarelli          |
|    | Italia (bandiera)     | P     | Marco Ballotta           |
|    | Italia (bandiera)     | P     | Alberto Fontana          |
|    | Italia (bandiera)     | D     | Costanzo Barcella        |
|    | Italia (bandiera)     | D     | Fabio Calcaterra         |
|    | Italia (bandiera)     | D     | Agatino Cuttone          |
|    | Italia (bandiera)     | D     | Ezio Gelain              |
|    | Jugoslavia (bandiera) | C     | Davor Jozić              |
|    | Italia (bandiera)     | D     | Salvatore Antonio Nobile |
|    | Italia (bandiera)     | D     | Gianni Flamigni          |
|    | Italia (bandiera)     | C     | Mario Ansaldi            |
|    | Italia (bandiera)     | C     | Andrea Del Bianco        |
|    | Italia (bandiera)     | C     | Vincenzo Esposito        |

| N. |                    | Ruolo | Calciatore               |
| -- | ------------------ | ----- | ------------------------ |
|    | Italia (bandiera)  | A     | Massimo Fiaschi          |
|    | Italia (bandiera)  | C     | Paolo Giovannelli        |
|    | Italia (bandiera)  | C     | Gianluca Leoni           |
|    | Italia (bandiera)  | C     | Angelo Pierleoni         |
|    | Italia (bandiera)  | C     | Adriano Piraccini        |
|    | Italia (bandiera)  | C     | Alessandro Scarponi      |
|    | Brasile (bandiera) | C     | Paulo Silas              |
|    | Italia (bandiera)  | C     | Alessandro Teodorani     |
|    | Italia (bandiera)  | C     | Franco Turchetta         |
|    | Brasile (bandiera) | A     | Amarildo Souza do Amaral |
|    | Italia (bandiera)  | A     | Paolo Pupita             |
|    | Italia (bandiera)  | A     | Massimo Ciocci           |
|    | Italia (bandiera)  | A     | Gabriele Zagati          |
|    | Italia (bandiera)  | A     | Stefano Ceccarelli       |

## Calciomercato
| Acquisti         | Acquisti          | Acquisti | Acquisti      |
| R.               | Nome              | da       | Modalità      |
| ---------------- | ----------------- | -------- | ------------- |
| P                | Marco Ballotta    | Modena   | definitivo    |
| A                | Massimo Ciocci    | Ancona   | definitivo    |
| A                | Amarildo          | Lazio    | definitivo    |
| C                | Silas             | Central  | definitivo    |
| C                | Paolo Giovannelli | Ascoli   | definitivo    |
| D                | Costanzo Barcella | Atalanta | definitivo    |
| D                | Giuseppe Angelini | Barletta | fine prestito |
| Altre operazioni |                   |          |               |
| R.               | Nome              | da       | Modalità      |
| D                | Gianni Flamigni   | Monza    | definitivo    |
| C                | Gabriele Zagati   | Siena    | definitivo    |

| Cessioni         | Cessioni              | Cessioni | Cessioni      |
| R.               | Nome                  | a        | Modalità      |
| ---------------- | --------------------- | -------- | ------------- |
| A                | Sebastiano Rossi      | Milan    | definitivo    |
| D                | Vladislav Đukić       | Partizan | definitivo    |
| C                | Giuseppe Angelini     | Siena    | prestito      |
| P                | Gianbattista Scugugia | Perugia  | definitivo    |
| C                | Massimo Agostini      | Milan    | definitivo    |
| C                | Angelo Pierleoni      | Ascoli   | definitivo    |
| C                | Sergio Domini         | Lazio    | definitivo    |
| C                | Hans Holmqvist        | Örebro   | definitivo    |
| Altre operazioni |                       |          |               |
| R.               | Nome                  | a        | Modalità      |
| D                | Fabio Cucchi          | Ancona   | prestito      |
| D                | Gianni Flamigni       | Brescia  | definitivo    |
| A                | Gabriele Zagati       | Siena    | definitivo    |
| P                | Stefano Dadina        | Trento   | definitivo    |
| C                | Filippo Masolini      | Brescia  | prestito      |
| P                | Francesco Antonioli   | Brescia  | fine prestito |

## Risultati

### Serie A

#### Girone di andata
| Arbitro: | Sguizzato (Verona) |

|                |           |  |
| Invernizzi 49’ | Marcatori |  |

| Arbitro: | D'Elia (Salerno) |

|  |           |                  |
|  | Marcatori | 90+1’ Van Basten |

| Arbitro: | Magni (Bergamo) |

|               |           |                   |
| Pierleoni 50’ | Marcatori | 35 rig.’ R.Baggio |

| Cagliari 30 settembre 1990 4ª giornata | Cagliari                      | 0 – 0 referto | Cesena | Stadio Sant'Elia (22.500 spett.)\| Arbitro: \| Quartuccio (Torre Annunziata) \| |
| Arbitro:                               | Quartuccio (Torre Annunziata) |               |        |                                                                                 |

| Arbitro: | Cinciripini (Ascoli Piceno) |

|                                          |           |                                   |
| Ciocci 27’ (rig.), 65’ Amarildo 36’, 80’ | Marcatori | 54’ (rig.) João Paulo 83’ Amoruso |

| Arbitro: | Beschin (Legnago) |

|  |           |            |
|  | Marcatori | 66’ Ciocci |

| Arbitro: | Lanese (Messina) |

|                        |           |                                |
| Silas 23’ Barcella 82’ | Marcatori | 13’ S. Benedetti 80’ Bresciani |

| Arbitro: | Cinciripini (Ascoli Piceno) |

|                                        |           |                    |
| Desideri 48’ Völler 51’, 56’ Muzzi 83’ | Marcatori | 82’ (aut.) Gerolin |

| Arbitro: | Luci (Firenze) |

|                               |           |  |
| Mazinho 43’ Virdis 49’ (rig.) | Marcatori |  |

| Arbitro: | Ceccarini (Livorno) |

|            |           |              |
| Ciocci 34’ | Marcatori | 63’ Gregucci |

| Arbitro: | Magni (Bergamo) |

|                                      |           |                      |
| Padovano 35’ (rig.), 42’, 81’ (rig.) | Marcatori | 25’ Ciocci 34’ Silas |

| Arbitro: | Longhi (Roma) |

|                   |           |                                                                    |
| Ciocci 20’ (rig.) | Marcatori | 5’ Klinsmann 51’ Matthaus 56’ Serena 79’ Pizzi 90’ (aut.) Barcella |

| Arbitro: | Fabricatore (Roma) |

|                                                          |           |            |
| Branco 8’ Ruotolo 42’ Skuhravý 55’ Del Bianco 86’ (aut.) | Marcatori | 31’ Ciocci |

| Cesena 30 dicembre 1990 14ª giornata | Cesena         | 0 – 0 referto | Napoli | Stadio Dino Manuzzi (13.300 spett.)\| Arbitro: \| Luci (Firenze) \| |
| Arbitro:                             | Luci (Firenze) |               |        |                                                                     |

| Arbitro: | Bruni (Arezzo) |

|                                              |           |  |
| Nicolini 19’ (rig.) Caniggia 20’ Perrone 23’ | Marcatori |  |

| Arbitro: | Stafoggia (Pesaro) |

|  |           |            |
|  | Marcatori | 45’ Brolin |

| Arbitro: | Cesari (Genova) |

|                     |           |  |
| M. Orlando 16’, 42’ | Marcatori |  |

#### Girone di ritorno
| Arbitro: | Pairetto (Torino) |

|  |           |            |
|  | Marcatori | 45’ Branca |

| Arbitro: | Merlino (Torre del Greco) |

|                                  |           |  |
| Massaro 2’ Van Basten 53’ (rig.) | Marcatori |  |

| Arbitro: | Nicchi (Arezzo) |

|                                                 |           |  |
| D.Fortunato 40’ Casiraghi 72’ L.De Agostini 84’ | Marcatori |  |

| Arbitro: | D'Elia (Salerno) |

|                                                  |           |  |
| Ciocci 7’ (rig.), 61’ (rig.) Matteoli 83’ (aut.) | Marcatori |  |

| Arbitro: | Cinciripini (Ascoli Piceno) |

|                 |           |  |
| Terracenere 45’ | Marcatori |  |

| Arbitro: | Luci (Firenze) |

|                              |           |                       |
| Amarildo 50’, 62’ Ciocci 86’ | Marcatori | 27’ Di Già 67’ Nobile |

| Arbitro: | Lo Bello (Siracusa) |

|                           |           |               |
| Lentini 84’ D. Baggio 87’ | Marcatori | 33’ Piraccini |

| Arbitro: | Frigerio (Milano) |

|                   |           |            |
| Ciocci 65’ (rig.) | Marcatori | 59’ Völler |

| Arbitro: | Sguizzato (Verona) |

|                                      |           |                |
| Ciocci 21’ Amarildo 43’ Barcella 48’ | Marcatori | 81’ A. Morello |

| Arbitro: | Dal Forno (Ivrea) |

|                   |           |           |
| Nobile 40’ (aut.) | Marcatori | 80’ Leoni |

| Arbitro: | Stafoggia (Pesaro) |

|            |           |          |
| Ciocci 35’ | Marcatori | 33’ Neri |

| Arbitro: | Fabricatore (Roma) |

|                          |           |  |
| Bergomi 28’ Matthäus 80’ | Marcatori |  |

| Arbitro: | Pezzella (Frattamaggiore) |

|           |           |              |
| Silas 33’ | Marcatori | 40’ Aguilera |

| Arbitro: | Scaramuzza (Mestre) |

|              |           |  |
| Francini 40’ | Marcatori |  |

| Arbitro: | Boemo (Cervignano del Friuli) |

|  |           |                  |
|  | Marcatori | 54’ (rig.) Evair |

| Arbitro: | Felicani (Bologna) |

|                     |           |  |
| Osio 16’ Brolin 74’ | Marcatori |  |

| Arbitro: | De Angelis (Civitavecchia) |

|  |           |                                              |
|  | Marcatori | 5’ Kubík 57’ Buso 75’ A. Di Chiara 88’ Nappi |

### Coppa Italia

#### Turni preliminari
| Arbitro: | Fucci (Salerno) |

|                                              |           |                                             |
| Esposito 38’ Pierleoni 45’ Amarildo 50’, 81’ | Marcatori | 17’ (rig.) Iacobelli 60’ Neffa 83’ Verdelli |

| Arbitro: | Coppetelli (Tivoli) |

|                                 |           |  |
| Gualco 35’ Pierleoni 81’ (aut.) | Marcatori |  |

## Statistiche

### Statistiche di squadra
| Competizione | Punti | In casa | In casa | In casa | In casa | In casa | In casa | In trasferta | In trasferta | In trasferta | In trasferta | In trasferta | In trasferta | Totale | Totale | Totale | Totale | Totale | Totale | DR  |
| Competizione | Punti | G       | V       | N       | P       | Gf      | Gs      | G            | V            | N            | P            | Gf           | Gs           | G      | V      | N      | P      | Gf     | Gs     | DR  |
| ------------ | ----- | ------- | ------- | ------- | ------- | ------- | ------- | ------------ | ------------ | ------------ | ------------ | ------------ | ------------ | ------ | ------ | ------ | ------ | ------ | ------ | --- |
| Serie A      | 19    | 17      | 4       | 7       | 6       | 21      | 25      | 17           | 1            | 2            | 14           | 7            | 33           | 34     | 5      | 9      | 20     | 28     | 58     | -30 |
| Coppa Italia | -     | 1       | 1       | 0       | 0       | 4       | 3       | 1            | 0            | 0            | 1            | 0            | 2            | 2      | 1      | 0      | 1      | 4      | 5      | -1  |
| Totale       | -     | 18      | 5       | 7       | 6       | 25      | 28      | 18           | 1            | 2            | 15           | 7            | 35           | 36     | 6      | 9      | 21     | 32     | 63     | -31 |

### Statistiche dei giocatori
| Giocatore      | Serie A  | Serie A | Serie A     | Serie A    | Coppa Italia | Coppa Italia | Coppa Italia | Coppa Italia | Totale   | Totale | Totale      | Totale     |
| Giocatore      | Presenze | Reti    | Ammonizioni | Espulsioni | Presenze     | Reti         | Ammonizioni  | Espulsioni   | Presenze | Reti   | Ammonizioni | Espulsioni |
| -------------- | -------- | ------- | ----------- | ---------- | ------------ | ------------ | ------------ | ------------ | -------- | ------ | ----------- | ---------- |
| F. Anotonioli  | 0        | 0       | 0           | 0          | 1            | -2           | ?            | ?            | 1        | -2     | 0+          | 0+         |
| Amarildo       | 29       | 5       | ?           | ?          | 2            | 2            | ?            | ?            | 31       | 7      | ?           | ?          |
| M. Ansaldi     | 20       | 0       | ?           | ?          | 1            | 0            | ?            | ?            | 21       | 0      | ?           | ?          |
| M. Ballotta    | 5        | -11     | ?           | ?          | 0            | 0            | 0            | 0            | 5        | -11    | 0+          | 0+         |
| C. Barcella    | 31       | 2       | ?           | ?          | 2            | 0            | ?            | ?            | 33       | 2      | ?           | ?          |
| F. Calcaterra  | 31       | 0       | ?           | ?          | 2            | 0            | ?            | ?            | 33       | 0      | ?           | ?          |
| M. Ciocci      | 33       | 14      | ?           | ?          | 2            | 0            | ?            | ?            | 35       | 14     | ?           | ?          |
| A. Cuttone     | 6        | 0       | ?           | ?          | 0            | 0            | 0            | 0            | 6        | 0      | 0+          | 0+         |
| A. Del Bianco  | 25       | 0       | ?           | ?          | 1            | 0            | ?            | ?            | 26       | 0      | ?           | ?          |
| V. Esposito    | 20       | 0       | ?           | ?          | 1            | 1            | ?            | ?            | 21       | 1      | ?           | ?          |
| M. Fiaschi     | 0        | 0       | 0           | 0          | 1            | 0            | ?            | ?            | 1        | 0      | 0+          | 0+         |
| G. Flamigni    | 2        | 0       | ?           | ?          | 0            | 0            | 0            | 0            | 2        | 0      | 0+          | 0+         |
| A. Fontana     | 29       | -47     | ?           | ?          | 1            | -3           | ?            | ?            | 30       | -50    | ?           | ?          |
| E. Gelain      | 8        | 0       | ?           | ?          | 1            | 0            | ?            | ?            | 9        | 0      | ?           | ?          |
| P. Giovannelli | 18       | 0       | ?           | ?          | 2            | 0            | ?            | ?            | 20       | 0      | ?           | ?          |
| D. Jozić       | 32       | 0       | ?           | ?          | 1            | 0            | ?            | ?            | 33       | 0      | ?           | ?          |
| G. Leoni       | 16       | 1       | ?           | ?          | 0            | 0            | 0            | 0            | 16       | 1      | 0+          | 0+         |
| S.A. Nobile    | 29       | 0       | ?           | ?          | 1            | 0            | ?            | ?            | 30       | 0      | ?           | ?          |
| A. Pierleoni   | 6        | 1       | ?           | ?          | 2            | 1            | ?            | ?            | 8        | 2      | ?           | ?          |
| A. Piraccini   | 31       | 1       | ?           | ?          | 2            | 0            | ?            | ?            | 33       | 1      | ?           | ?          |
| Silas          | 26       | 3       | ?           | ?          | 0            | 0            | 0            | 0            | 26       | 3      | 0+          | 0+         |
| A. Teodorani   | 3        | 0       | ?           | ?          | 0            | 0            | 0            | 0            | 3        | 0      | 0+          | 0+         |
| F. Turchetta   | 30       | 0       | ?           | ?          | 2            | 0            | ?            | ?            | 32       | 0      | ?           | ?          |
| G. Zagati      | 6        | 0       | ?           | ?          | 0            | 0            | 0            | 0            | 6        | 0      | 0+          | 0+         |